# Vindel-Storforsen
Vindel-Storforsen är ett naturreservat i Lycksele kommun i Västerbottens län.
Området är naturskyddat sedan 1980 och är 137 hektar stort. Reservatet omfattar en sträcka av Vindelälven med stränder. Reservatet består av forsar som återställs till ursprunglig form.